# ايدا
ايدا هو فيلم من نوع دراما أُصدر في 30 أغسطس 2013. الفيلم من إنتاج Opus Film ‏، ومن توزيع لوكي ريد للتوزيع ‏ وموزينت ‏، وهو من إخراج بافل بافليكوفسكي، أما السيناريو فكان من كتابة Rebecca Lenkiewicz ‏ وبافل بافليكوفسكي.

## القصة
تقع أحداث الفيلم في بولندا. وقصة الفيلم الرئيسية حول معاداة السامية والكاثوليكية والشيوعية.

## طاقم التمثيل
- أجاتا كولسزا
- Izabela Dąbrowska [الإنجليزية]‏
- ماريك كاسبرزيك  [لغات أخرى]‏
- Mariusz Jakus  [لغات أخرى]‏
- Paweł Burczyk  [لغات أخرى]‏
- أجاتا ترزبوشكسا [الإنجليزية]‏
- Adam Szyszkowski  [لغات أخرى]‏
- جوانا كوليغ
- جيرزي تريلا
- Artur Janusiak  [لغات أخرى]‏
- داود أوجروندك
- Halina Skoczyńska  [لغات أخرى]‏

## الإنتاج
موسيقى الفيلم التصويرية كانت من تأليف كريستيان إيدنس أندرسن ‏.

## الاستقبال
تم أستقبال الفيلم بصورة ايجابية من قبل النقاد و الجمهور على حد سواء،حيث حصل من قبل موقع الطماطم الفاسدة على نسبة ٩٨٪ من المراجعات الإيجابية للنقاد.

### الميزانية والإيرادات
بلغت إيرادات الفيلم 11,100,000 دولار أمريكي.

## وصلات خارجية
- ايدا على موقع IMDb (الإنجليزية)
- ايدا على موقع ميتاكريتيك (الإنجليزية)
- ايدا على موقع روتن توميتوز (الإنجليزية)
- ايدا على موقع قاعدة بيانات الأفلام العربية
- ايدا على موقع ألو سيني (الفرنسية)
- ايدا على موقع Turner Classic Movies (الإنجليزية)
- ايدا على موقع أول موفي (الإنجليزية)
- ايدا على موقع بوكس أوفيس موجو (الإنجليزية)
- ايدا على موقع فيلمافينيتي (الإسبانية)
- ايدا على موقع قاعدة بيانات الأفلام السويدية (السويدية)